# 昭和 (小惑星)
昭和（しょうわ、4973 Showa）は、小惑星帯の外縁部にある小惑星である。
1990年3月18日、円舘金と渡辺和郎が、北海道北見市の北網圏北見文化センター天文台で発見した。
名称は、天体望遠鏡メーカーである昭和機械製作所にちなむ。

## 註
1. ↑  MPC21132（1992年11月10日）